# Bartha István (költő)
Bartha István (Marosvécs, 1889. december 23. – Marosvásárhely, 1979. január 17.) magyar tanító, költő, író.

## Életútja
Négy polgárit Marosvásárhelyen, tanítóképzőt Nagyenyeden végzett; orosz hadifogságban a Szibériai Újság munkatársa. Hazatérve 1947-ig többnyire falun tanítóskodott. Diákemlékei, harctéri és fogságbeli élményei, a tanítósors ihlették írásra. A Cimbora munkatársa. Holtak néznek (Marosvásárhely, 1929) c. verskötetében Ady Endre, Gyóni Géza, Bartalis Sándor lírájának hatása érződik, az életanyag azonban dokumentumértékű. Ugyanez jellemzi prózai írásainak Felmértem férfikoromat c. gyűjteményét (Marosvásárhely, 1934) is. Hadrakeltem Erdélyből c. "háborús nagyregény"-e, novellái, Dón Están c. verses bohózata, falun bemutatott iskolai színdarabjai, Ion Creangă-fordításai kéziratban a nagyenyedi Bethlen Gábor Könyvtárban találhatók.